# Serain
Serain település Franciaországban, Aisne megyében. Lakosainak száma 390 fő (2022. január 1.). Serain Beaurevoir, Prémont, Élincourt és Malincourt községekkel határos.

## Népesség
A település népessége az elmúlt években az alábbi módon változott:
| Lakosok száma | 534  | 459  | 404  | 394  | 408  | 411  | 405  | 407  | 406  | 390  |
|               | 1968 | 1982 | 1990 | 2006 | 2013 | 2015 | 2017 | 2019 | 2020 | 2022 |